# Карс (група)
Карс (на английски: The Cars) е американска рок група, която произлиза от сцената на ню уейва от края на 1970-те години. Тя се свормира в Бостън, щата Масачузетс, при срещата на главния вокалист и бас китарист Рик Окасек, главния вокалист и бас китарист Бенджамин Ор, китариста Елиът Ийстън, кийбордиста Грег Хоукс и барабаниста Дейвид Робинсън. Те сключват договор с Електра Рекърдс посредством Джордж Дейли, шеф на отдел „Музиканти и репертоар“, през 1977 г.
Карс си извайват жизнена роля при смесването на рок-музиката с китарна ориентация с новия поп, притежаващ синтезаторна архитектура, който процъфтява в началото на 1980-те години. На Карс им потръгва с дебютния им албум The Cars (1978), който придобива платинен статут в края на 1978 г. Електронната медия Олмюзик определя този дебют като „истински рок шедьовър“. Най-успешната и известна песен от албума, „Just What I Need“, отначало е демо песен през 1977 г., след това е изпратена до местен диджей в бостънския регион, който често пуска песента. Тя скоро прихваща вниманието на други диджеи, което води до подписването на групата с Електра Рекърдс през 1977 г.
Групата се разпада през 1988 г., като Рик Окасек винаги след това отблъсква уговарянето на ново обединение. През 1997 г. той казва на един журналист: „Казвам никога и вие може да разчитате на това.“ Бас-китаристът Бенджамин Ор умира през 2000 г. от рак на панкреаса, а на 15 септември 2019 г умира и Окасек, само че от сърдечно-съдово заболяване. През 2005 г. Ийстън и Хоукс се присъединяват към Тод Ръндгрен, сформирайки дъщерната група „Ню Карс“, която изпълнява класически песни на „Карс“ и „Ръндгрен“, както и нови парчета. Живите останали членове се обединяват през 2010 г., записвайки новия албум Move Like This, който излиза на 10 май 2011 г.

## Дискография
- The Cars (1978)
- Candy-O (1979)
- Panorama (1980)
- Shake It Up (1981)
- Heartbeat City (1984)
- Door to Door (1987)
- Move Like This (2011)